# Hillol
Hillol est un village du Sénégal situé en Basse-Casamance. Il fait partie de la communauté rurale de Kafountine, dans l'arrondissement de Kataba 1, le département de Bignona et la région de Ziguinchor.
Lors du dernier recensement (2002), le village comptait 1 032 habitants et 144 ménages.